# Михаил I (Владимирско-Суздалско княжество)
Вижте пояснителната страница за други личности с името Михаил I.
Михаил I Юриевич (на руски: Михаил I Юрьевич) е велик княз на Киевска Рус (1171) и велик княз на Владимир-Суздал (1175 – 1176). Той е син на Юрий Дългоръки и брат на Андрей Боголюбски, когото наследява. Наследен е от по-малкия си брат Всеволод III.

## Биография
Михаил, наричан също Михалко Юриевич, е най-възрастният син от втория брак на Юрий Дългоръки. По-големият му полубрат Андрей Боголюбски го отстранява от основните семейни владения и той живее дълго време на юг в Остьор (1162 – 1169) и Торческ (1169 – 1171). След смъртта на техния брат Глеб, Андрей определя Михалко за управител на Киев, но той се отказва в полза на брат си Всеволод.
Михалко Юриевич е обсаден в Торческ от смоленския княз Рюрик, но се споразумява с него и премества столицата си в Переяслав. Когато на следващата година Андрей Боголюбски предприема поход на юг, Михаил отново преминава на негова страна.
След смъртта на Андрей Боголюбски през 1175 г., Михаил Юриевич го наследява, като най-старши член на семейството. Изправен пред съпротивата на болярите от Суздал и Ростов, както и на племенника си Ярополк Ростиславович, той е принуден да напусне Владимир и да замине за Чернигов. Малко по-късно се връща в столицата си и отново взема властта, но умира на следващата година.